# Bräckebäcktjärnarna (Åre socken, Jämtland, 703780-136255)
Bräckebäcktjärnarna är en sjö i Åre kommun i Jämtland och ingår i Indalsälvens huvudavrinningsområde.